# Johannes Kemperman
Johannes Henricus Bernardus Kemperman (Amsterdam, 16 de julio de 1924 – 13 de junio de 2011) fue un matemático holandés. Kemperman recibió formación en la Universidad de Ámsterdam. Dio clases en la Universidad de Rochester durante 25 años, aunque también trabajó en la Universidad Purdue y la Universidad Rutgers durante diez años en cada uno.

## Publicaciones seleccionados
- Kemperman, J. H. B. (1969). «On the optimum rate of transmitting information». Probability and Information Theory. Lecture Notes in Mathematics 89. pp. 126-169. ISBN 978-3-540-04608-0. doi:10.1007/BFb0079123.
- Kemperman, J. H. B. (1963). «A Wiener–Hopf Type Method for a General Random Walk with a Two-Sided Boundary». Annals of Mathematical Statistics 34 (4): 1168-1193. JSTOR 2238330. doi:10.1214/aoms/1177703855.
- Kemperman, J. H. B (1960). «On small sumsets in an abelian group». Acta Mathematica 103 (1–2): 63-88. doi:10.1007/BF02546525.